# Le leggendarie imprese di Topolino Kid
Le leggendarie imprese di Topolino Kid è una serie a fumetti Disney italiana creata da Guido Martina e Giovan Battista Carpi, esordita il 16 giugno 1974 nel n. 968 di Topolino. Il protagonista è un cowboy del vecchio West, antenato di Topolino sempre accompagnato da Pippo-Sei-Colpi, antenato di Pippo, e dal coyote Susanna.

## Elenco delle storie
1. Topolino Kid e Pippo Sei-Colpi (Topolino nn. 968-969 del 16-23 giugno 1974)
2. I razziatori del Rio Grande (Topolino nn. 1012-1013 del 20-27 aprile 1975)
3. Lo sceriffo di Los Cadalsos (Topolino n. 1014 del 4 maggio 1975)
4. Topolino Kid contro "Jack la vaporiera" (Topolino n. 1044 del 30 novembre 1975)
5. Il supertestimone (Topolino n. 1052 del 25 gennaio 1976)
6. Topolino Kid e la roulette di Spinning Pop (Topolino n. 1088 del 3 ottobre 1976)
7. Topolino Kid e la miniera Pippolini (Topolino n. 1105 del 30 gennaio 1977)
8. La terribile gang dei tre solitari (Topolino n. 1113 del 27 marzo 1977)
9. Topolino Kid e la tribù fasulla (Almanacco Topolino n. 251 del 1º novembre 1977)
10. Lo sceriffo di Tombstone (Topolino n. 1331 del 31 maggio 1981)
11. Topolino Kid e il marchio dell'Implacabile (Topolino n. 2742 del 17 giugno 2008)
12. Topolino Kid e la carovana al veleno (Topolino n. 2746 del 15 luglio 2008)